# Statistiche e record del Modena Football Club 2018

## Statistiche di squadra

### Partecipazione ai campionati
| Livello | Categoria           | Partecipazioni | Debutto   | Ultima stagione | Totale |
| ------- | ------------------- | -------------- | --------- | --------------- | ------ |
| 1º      | Prima Categoria     | 5              | 1912-1913 | 1920-1921       | 28     |
| 1º      | Prima Divisione     | 5              | 1921-1922 | 1925-1926       | 28     |
| 1º      | Divisione Nazionale | 5              | 1926-1927 | 1945-1946       | 28     |
| 1º      | Serie A             | 13             | 1929-1930 | 2003-2004       | 28     |
| 2º      | Serie B             | 53             | 1932-1933 | 2024-2025       | 53     |
| 3º      | Serie C             | 7              | 1960-1961 | 2021-2022       | 25     |
| 3º      | Serie C1            | 16             | 1978-1979 | 2000-2001       | 25     |
| 3º      | Lega Pro            | 1              | 2016-2017 | 2016-2017       | 25     |
| 4º      | Serie C2            | 1              | 1979-1980 | 1979-1980       | 2      |
| 4º      | Serie D             | 1              | 2018-2019 | 2018-2019       | 2      |

### Partecipazione alle coppe nazionali
| Competizione                    | Partecipazioni | Debutto   | Ultima stagione | Totale |
| ------------------------------- | -------------- | --------- | --------------- | ------ |
| Coppa Italia                    | 55             | 1926-1927 | 2024-2025       | 55     |
| Coppa Federale                  | 1              | 1915-1916 | 1915-1916       | 1      |
| Coppa CONI                      | 2              | 1927      | 1928            | 3      |
| Coppa Alta Italia               | 1              | 1946      | 1946            | 3      |
| Supercoppa Serie C              | 2              | 2001      | 2022            | 2      |
| Coppa Italia Semiprofessionisti | 6              | 1972-1973 | 1980-1981       | 24     |
| Coppa Italia Serie C            | 17             | 1981-1982 | 2021-2022       | 24     |
| Coppa Italia Lega Pro           | 1              | 2016-2017 | 2016-2017       | 24     |
| Coppa Italia Serie D            | 1              | 2018-2019 | 2018-2019       | 1      |

### Partecipazione alle coppe regionali
| Competizione | Partecipazioni | Debutto | Ultima stagione | Totale |
| ------------ | -------------- | ------- | --------------- | ------ |
| Coppa Emilia | 2              | 1916    | 1916-1917       | 2      |

### Partecipazione alle coppe internazionali
| Competizione                    | Partecipazioni | Debutto   | Ultima stagione | Totale |
| ------------------------------- | -------------- | --------- | --------------- | ------ |
| Coppa Piano Karl Rappan         | 1              | 1963-1964 | 1963-1964       | 1      |
| Coppa Anglo-Italiana            | 2              | 1981      | 1982            | 2      |
| Torneo dell'Amicizia di Ginevra | 1              | 1947      | 1947            | 1      |

## Statistiche individuali

### Lista dei capitani
| Calciatore          | Ruolo | Stagioni al club                 | Stagioni da capitano      | Presenze | Reti |
| ------------------- | ----- | -------------------------------- | ------------------------- | -------- | ---- |
| Silvio Secchi       | D-C   | 1912-1917                        | 1912-1913 (1)             | 43       | 5    |
| John Robert Roberts | C     | 1913-1916                        | 1913-1916 (3)             | 35       | 7    |
| Attilio Fresia      | C     | 1914-1917                        | 1916-1917 (1)             | 18       | 15   |
| Giuseppe Forlivesi  | A     | 1914-1927                        | 1919-1925 (6)             | 141      | 46   |
| Fausto Boni         | D     | 1919-1929                        | 1925-1929 (4)             | 202      | 5    |
| Bruno Dugoni        | C     | 1922-1932 e 1934-1940            | 1929-1932 e 1934-1939 (8) | 324      | 15   |
| Zorè Sabbadini      | D     | 1927-1934                        | 1932-1933 (1)             | 153      | 0    |
| Duilio Setti        | D     | 1929-1934 e 1944                 | 1933-1934 (1)             | 142      | 0    |
| Astro Galli         | C     | 1933-1946                        | 1939-1946 (6)             | 325      | 17   |
| Maino Neri          | C     | 1940-1951                        | 1946-1951 (5)             | 265      | 10   |
| Renato Braglia      | D     | 1939-1957                        | 1951-1957 (6)             | 518      | 1    |
| Oriello Lugli       | C     | 1954-1960                        | 1957-1960 (3)             | 146      | 13   |
| Angelo Ottani       | C     | 1955-1966                        | 1960-1961 e 1963-1964 (2) | 237      | 1    |
| Luigi Balzarini     | P     | 1959-1963                        | 1961-1963 (2)             | 133      | -135 |
| Costanzo Balleri    | D     | 1962-1964                        | 1963-1964 (1)             | 60       | 2    |
| Francesco Aguzzoli  | D     | 1953-1954 e 1957-1967            | 1964-1967 (3)             | 255      | 0    |
| Giuseppe Barucco    | D     | 1961-1969                        | 1967-1969 (2)             | 246      | 0    |
| Bruno Franzini      | C     | 1966-1970                        | 1969-1970 (1)             | 110      | 2    |
| Rubén Merighi       | A     | 1962-1967 e 1968-1972            | 1970-1971 (1)             | 242      | 35   |
| Claudio Vellani     | D     | 1965-1972                        | 1971-1972 (1)             | 216      | 6    |
| Angelo Lodi         | D     | 1963-1967 e 1968-1974            | 1972-1974 (2)             | 187      | 9    |
| Silvio Zanon        | C     | 1974-1979                        | 1974-1978 (4)             | 154      | 7    |
| Roberto Parlanti    | D     | 1977-1979                        | 1978-1979 (1)             | 77       | 1    |
| Mario Vivani        | C     | 1977-1981                        | 1979-1981 (2)             | 105      | 1    |
| Franco Cresci       | D     | 1979-1982                        | 1981-1982 (1)             | 108      | 2    |
| Maurizio Codogno    | D     | 1981-1983                        | 1982-1983 (1)             | 47       | 2    |
| Fabiano Speggiorin  | C     | 1982-1983                        | 1982-1983 (1)             | 18       | 1    |
| Mauro Melotti       | D     | 1971-1974 e 1983-1984            | 1983-1984 (1)             | 110      | 10   |
| Stefano Cuoghi      | C     | 1977-1980 e 1983-1985            | 1984-1985 (1)             | 125      | 19   |
| Sergio Domini       | C     | 1984-1986                        | 1985-1986 (1)             | 82       | 10   |
| Mauro Rabitti       | A     | 1981-1988                        | 1986-1988 (2)             | 233      | 53   |
| Orazio Sorbello     | A     | 1987-1989                        | 1988-1989 (1)             | 63       | 14   |
| Andrea Bergamo      | C     | 1986-1992 e 1993-1994            | 1989-1992 (3)             | 235      | 8    |
| Giuseppe Baresi     | D     | 1992-1994                        | 1992-1994 (2)             | 76       | 0    |
| Massimo Pellegrini  | C     | 1990-1993, 1994-1995 e 1996-1998 | 1994-1995 (1)             | 146      | 22   |
| Raffaele Paolino    | A     | 1992-1996                        | 1995-1996 (1)             | 92       | 18   |
| Gianluca Gaudenzi   | C     | 1996-1998                        | 1996-1997 (1)             | 39       | 1    |
| Riki Di Bin         | D     | 1995-1998                        | 1997-1998 (1)             | 81       | 0    |
| Fausto Pari         | C     | 1998-2000                        | 1998-2000 (2)             | 69       | 1    |
| Mauro Mayer         | D     | 2000-2005                        | 2000-2001 e 2003-2005 (3) | 170      | 3    |
| Marco Ballotta      | P     | 1984-1990 e 2001-2004            | 2001-2004 (3)             | 317      | -317 |
| Nicola Campedelli   | C     | 2002-2007                        | 2005-2007 (2)             | 159      | 17   |
| Alex Pinardi        | C     | 2006-2010                        | 2007-2010 (3)             | 117      | 26   |
| Armando Perna       | D     | 2004-2007, 2007-2013 e 2018-2020 | 2010-2013 e 2018-2020 (5) | 345      | 1    |
| Davide Zoboli       | D     | 2012-2016                        | 2013-2015 (2)             | 91       | 6    |
| Simone Gozzi        | D     | 2007-2011, 2012-2016 e 2018-2019 | 2015-2016 (1)             | 298      | 4    |
| Daniele Giorico     | C     | 2015-2017                        | 2016-2017 (1)             | 69       | 3    |
| Ștefan Popescu      | D     | 2015-2018                        | 2017-2018 (1)             | 50       | 3    |
| Guido Davì          | C     | 2019-2021                        | 2020-2021 (1)             | 49       | 2    |
| Antonio Pergreffi   | D     | 2020-                            | 2021- (4)                 | 136      | 8    |

### Record di presenze
| Totale - 518 Renato Braglia (1939-1957) - 345 Armando Perna (2004-2007, 2007-2013, 2018-2020) - 325 Astro Galli (1933-1946) - 324 Bruno Dugoni (1922-1932, 1934-1939) - 317 Marco Ballotta (1984-1990, 2001-2004) - 298 Simone Gozzi (2007-2011, 2012-2016, 2018-2019) - 265 Maino Neri (1940-1951) - 255 Francesco Aguzzoli (1953-1954, 1957-1967) - 246 Giuseppe Barucco (1961-1969) - 245 Juri Tamburini (2004-2011)                                        | | |
| Serie A - 156 Renato Braglia (1939-1940, 1941-1942, 1946-1949) - 127 Ermando Malinverni (1941-1942, 1946-1949) - 122 Maino Neri (1941-1942, 1946-1949) - 113 Bruno Dugoni (1922-1932, 1938-1939) - 99 Serafino Romani (1946-1949) - 91 Angelo Piccaluga (1929-1932) - 80 Zorè Sabbadini (1929-1932) - 78 Antonio Carnevali (1929-1932, 1938-1939) - 77 Enzo Menegotti (1946-1949) 77 Duilio Setti (1929-1932)                                                  | Serie B - 302 Renato Braglia (1940-1941, 1942-1943, 1949-1957) - 283 Armando Perna (2004-2007, 2007-2013) - 262 Simone Gozzi (2007-2011, 2012-2016) - 234 Juri Tamburini (2004-2011) - 226 Gianfranco Borsari (1964-1971) - 208 Adelmo Ponzoni (1951-1960) - 198 Claudio Vellani (1965-1972) - 194 Astro Galli (1933-1938, 1940-1941, 1942-1943) - 183 Francesco Aguzzoli (1953-1954, 1957-1960, 1961-1962, 1964-1967) - 181 Giuseppe Barucco (1961-1962, 1964-1969) | |
| Serie C/C1 - 142 Paolo Mandelli (1996-2001) - 140 Mauro Rabitti (1981-1986) - 128 Pier Antonio Torroni (1981-1986) - 119 Marco Ballotta (1984-1986, 1988-1990) - 104 Gabriele Matricciani (1972-1975) - 102 Vasco Marinelli (1972-1975) - 101 Alessio Bandieri (1994-1997) - 98 Andrea Di Cintio (1996-2000) - 93 Riccardo Gagno (2019-2022) - 87 Giovanni Re (1982-1984, 1985-1986) - 86 Giuseppe Brescia (1997-2000) 86 Mauro Melotti (1972-1974, 1983-1984) | Serie C2 - 34 Claudio Trevisan (1979-1980) - 33 Cosimo Corallo (1979-1980) 33 Bruno Fantini (1979-1980) - 31 Paolo Mazzeni (1979-1980) - 30 Stefano Cuoghi (1979-1980) 30 Mario Garitto (1979-1980) 30 Mario Vivani (1979-1980) - 29 Raffaello Vernacchia (1979-1980) - 27 Franco Cresci (1979-1980) - 25 Gianclaudio Soldati (1979-1980) | Serie D - 31 Armando Perna (2018-2019) 31 Carlo Emanuele Ferrario (2018-2019) - 30 Marco Sansovini (2018-2019) 30 Antonio Montella (2018-2019) - 27 Pierluigi Baldazzi (2018-2019) 27 Emilio Dierna (2018-2019) - 26 Orlando Ndoj (2018-2019) 26 Enrico Zanoni (2018-2019) 26 Andrea Boscolo Papo (2018-2019) |

### Record di marcature
| Totale - 91 Alfredo Mazzoni (1924-1931, 1935-1936, 1944) - 90 Renato Brighenti (1940-1943, 1945-1947, 1949-1954) - 67 Vittorio Sentimenti (1936-1941, 1956-1957) - 65 Otello Zironi (1936-1940, 1942-1944) - 63 Antonio Carnevali (1926-1934, 1937-1939) - 53 Roberto Bellinazzi (1974-1978) - 53 Mauro Rabitti (1981-1988) - 52 Salvatore Bruno (2007-2010, 2013-2014) - 50 Luigi Scarascia (1952-1961) - 49 Raúl Banfi (1939-1941, 1942-1944)             | | | |
| Campionato - 81 Renato Brighenti (1940-1943, 1945-1947, 1949-1954) - 69 Alfredo Mazzoni (1924-1931, 1935-1936, 1943-1944) - 64 Otello Zironi (1936-1940, 1942-1944) - 58 Vittorio Sentimenti (1933-1941, 1956-1957) - 56 Antonio Carnevali (1926-1934, 1937-1939) - 50 Salvatore Bruno (2007-2010, 2013-2014) - 49 Luigi Scarascia (1952-1961) - 48 Raúl Banfi (1939-1941, 1942-1944) - 46 Angelo Piccaluga (1927-1934) - 44 Giuseppe Forlivesi (1914-1927) | Coppa Italia - 9 Roberto Bellinazzi (1975-1978) 9 Vittorio Sentimenti (1935-1941) - 5 Pablo Granoche (2014-2016) 5 Valeriano Ottino (1941-1943) - 4 Enio Bonaldi (1988-1991) 4 Giuseppe Greco (2011-2013) - 3 11 calciatori | | |
| Serie A - 28 Francesco Pernigo (1947-1949) - 27 Antonio Carnevali (1929-1932, 1938-1939) - 25 Alfredo Mazzoni (1929-1931) - 24 Angelo Piccaluga (1929-1932) - 18 Franco Scaramelli (1929-1932) - 16 Venuto Lombatti (1930-1932) - 15 Vittorio Sentimenti (1938-1940) - 13 Oliviero Conti (1962-1964) 13 Serafino Romani (1946-1949) 13 Otello Zironi (1938-1940)                                                                                            | Serie B - 62 Renato Brighenti (1940-1941, 1942-1943, 1949-1954) - 50 Salvatore Bruno (2007-2010, 2013-2014) - 45 Otello Zironi (1936-1938, 1942-1943) - 44 Luigi Scarascia (1952-1960) - 43 Vittorio Sentimenti (1933-1938, 1940-1941, 1956-1957) - 37 Raúl Banfi (1940-1941, 1942-1943) - 35 Pablo Granoche (2014-2016) - 34 Roberto Bellinazzi (1975-1978) - 33 Fabrizio Provitali (1991-1994) - 32 Remo Galli (1933-1934) - 31 Michele Manenti (1949-1952) | | |
| Serie C/C1 - 30 Corrado Grabbi (1996-1998) 30 Mauro Rabitti (1981-1986) - 21 Sauro Frutti (1985-1986) - 20 Girolamo Bizzarri (1999-2000) - 16 Enio Bonaldi (1988-1990) - 14 Aldo Gravante (1972-1975) 14 Roberto Putelli (1997-2000) - 13 Giancarlo Bolognesi (1960-1961) 13 Giuliano Boscolo (1972-1975) 13 Paolo Mandelli (1996-2001) 13 Enrico Pagliari (1960-1961) 13 Fabio Scarsella (2021-2022)                                                       | Serie C2 - 12 Stefano Cuoghi (1979-1980) - 11 Cosimo Corallo (1979-1980) - 10 Claudio Trevisan (1979-1980) - 9 Maurizio Guidazzi (1979-1980) - 4 Raffaello Vernacchia (1979-1980) - 2 Cesare Maestroni (1979-1980) | Serie D - 23 Carlo Emanuele Ferrario (2018-2019) - 7 Pierluigi Baldazzi (2018-2019) - 5 Marco Sansovini (2018-2019) 5 Antonio Montella (2018-2019) | Supercoppa Serie C - 4 Nicholas Bonfanti (2022) - 1 Fabio Scarsella (2022) 1 Andrea Fabbrini (2001) 1 Mauro Zironelli (2001) 1 Ciro Ginestra (2001) |

### Record di panchine
| Totale - 177 Leandro Remondini (1965-1967, 1969-1971, 1971-1972) - 175 Luigi Mascalaito (1984-1988, 1995) - 168 Alfredo Mazzoni (1944-1949) - 151 Giovanni De Biasi (1999-2003) - 110 József Ging (1927-1930, 1939-1940) - 100 Renzo Magli (1953-1955, 1959-1960) - 87 Vittorio Malagoli (1961-1962, 1969) - 86 Stefano Pioli (2004-2006, 2006) - 85 Cristiano Bergodi (2010-2011, 2012, 2016) - 84 Armando Cavazzuti (1969, 1971, 1973, 1974, 1978) |

| Campionato - 168 Leandro Remondini (1965-1967, 1969-1972) - 154 Luigi Mascalaito (1984-1988, 1994-1995) 154 Alfredo Mazzoni (1944-1949) - 130 Gianni De Biasi (1999-2003) - 98 Renzo Magli (1953-1955, 1959-1960) - 97 József Ging (1927-1930, 1939-1940) - 83 Cristiano Bergodi (2010-2012, 2015-2016) - 81 Stefano Pioli (2004-2006) - 80 Luigi Apolloni (2009-2010, 2018-2019) - 79 Cesare Gallea (1951-1954) 79 Walter Novellino (2012-2015) |

| Serie A - 116 Alfredo Mazzoni (1946-1949) - 48 József Ging (1929-1930, 1939-1940) - 41 Annibale Frossi (1962-1964) - 39 Giuseppe Forlivesi (1930-1932) - 34 Gianni De Biasi (2002-2003) - 30 Umberto Caligaris (1938-1939) 30 Alfredo Notti (1939-1940, 1941-1942) - 29 Rudolf Stanzel (1931-1932) - 26 Alberto Malesani (2003-2004) - 16 Giuseppe Girani (1941-1942) | Serie B - 168 Leandro Remondini (1965-1967, 1969-1972) - 98 Renzo Magli (1953-1955, 1959-1960) - 83 Cristiano Bergodi (2010-2012, 2015-2016) - 81 Stefano Pioli (2004-2006) - 79 Cesare Gallea (1951-1954) 79 Walter Novellino (2012-2015) - 76 Luigi Mascalaito (1986-1988) - 62 Luigi Apolloni (2008-2010) - 58 Richard Klug (1932-1935) - 56 Bortolo Mutti (2006-2008) |

| Serie C/C1 - 78 Luigi Mascalaito (1984-1986, 1994-1995) - 58 Gianni De Biasi (1999-2001) - 54 Ezio Galbiati (1974-1975, 1978-1979) - 52 Michele Mignani (2019-2021) - 43 Armando Cavazzuti (1968-1969, 1971-1974, 1978-1979) - 38 Attilio Tesser (2021-2022) - 34 Bruno Giorgi (1981-1982) 34 Bruno Pace (1980-1981) 34 Paolo Stringara (1998-1999) 34 Renzo Ulivieri (1989-1990) - 27 Mario Caciagli (1983-1984) - 25 Pierluigi Frosio (1996-1997) | Serie C2 - 34 Bruno Pace (1979-1980) | Serie D - 18 Luigi Apolloni (2018-2019) - 16 Alberto Bollini (2018-2019) |

### Capocannonieri
| Serie B - Serie B: 1. Remo Galli: 32 (1933-1934) 2. Vittorio Sentimenti: 24 (1940-1941) 3. Alberto Spelta: 15 (1970-1971) 4. Cristian Bucchi: 29 (2005-2006) 5. Pablo Granoche: 19 (2014-2015) | Serie D 1. Carlo Emanuele Ferrario: 23 (2018-2019) | Coppa CONI 1. Alfredo Mazzoni: 10 (1927) 2. Alfredo Mazzoni: 15 (1928) |

| Supercoppa Serie C 1. Nicholas Bonfanti: 4 (2022) | Coppa Italia Serie C 1. Mattia Minesso: 4 (2021-2022) |